# Sebastiaan Van Steenberge

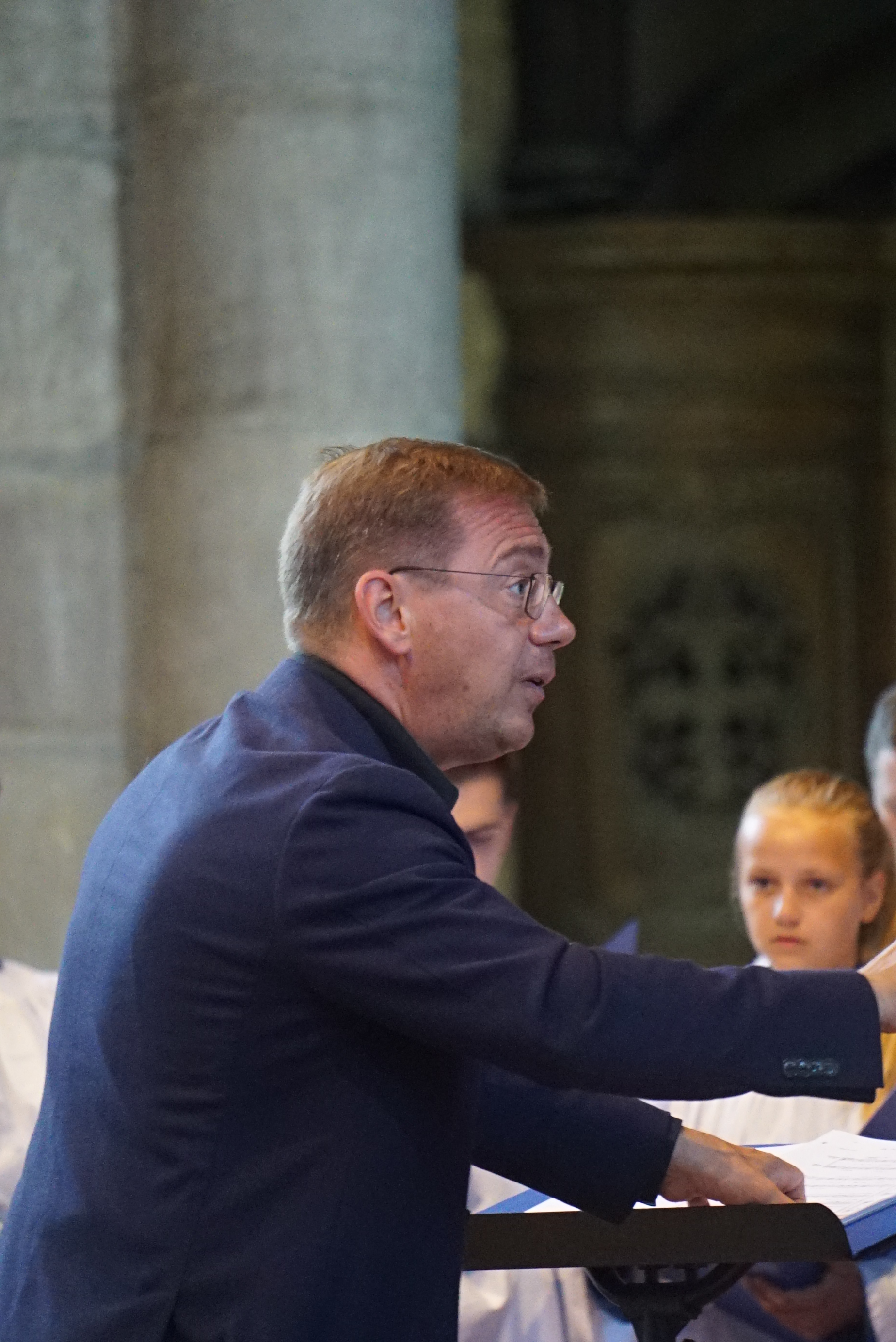
Sebastiaan Van Steenberge in 2017

Sebastiaan Van Steenberge (Zottegem, 20 mei 1974) is een Vlaamse organist, dirigent en componist.
Van Steenberge studeerde aan het Lemmensinstituut te Leuven en behaalde het Meesterdiploma en het Specialisatiediploma voor orgel in de klas van Peter Pieters, de organist van de kathedraal van Mechelen, en het Meesterdiploma voor compositie in de klas van Luc Van Hove. Talrijke composities van zijn hand werden inmiddels uitgegeven, onder andere bij Euprint en de Vlaamse koorfederatie Koor&Stem.
Op achttienjarige leeftijd werd hij laureaat van de Nationale muziekwedstrijd van België en opgenomen in de reeks "Musikalische Talente Europas".  Hij maakte toen zijn eerste opnames voor cd, radio en tv. 
In april 2000 werd hij benoemd tot kapelmeester van de Onze-Lieve-Vrouwekathedraal te Antwerpen en heeft er als dirigent de leiding over het knapenkoor, de meisjescantorij en de capella.  Van 2002 tot 2007 was hij de dirigent van de Capella Academica, het personeelskoor van de Katholieke Universiteit Leuven.
Naast zijn activiteiten als dirigent en componist is Van Steenberge als muziekleraar actief op het Onze-Lieve-Vrouwecollege te Antwerpen in de lagere school.

## Oeuvre

### Missa
- Missa pueri cantores (1992), uitgevoerd in de Abdij van Keizersberg (Benedictijnen Leuven) ter gelegenheid van het 90-jarig bestaan van de koristen en cantores van Keizersberg
- Missa haec dies
- Missa brevis "Pastorum"
- Missa Victimae Paschali Laudes, opgedragen aan de Antwerpse bisschop Johan Bonny
- Missa Regina Caelorum
- Missa Paschalis (2006), opgedragen aan Peter Van De Velde organist van de O.L.V.-kathedraal Antwerpen
- Missa 'Ik zag Cecilia komen' (2008)
- Missa in festo corporis christi (2010)

### Alleluia
- Alleluia (2004), geschreven voor het Antwerps Kathedraalkoor
- Alleluia Paratum cor meum (2010)
- Alleluia - Kurt 50 (2012), geschreven voor de 50ste verjaardag van Kurt Bikkembergs en opgedragen aan Luc Anthonis

### Caloroso
- PVO gespeeld en gezongen (2013) bevat de volgende vier werken
  - Polonaise (2013), geschreven op de tekst van Paul Van Ostaijen voor de meisjes van Caloroso
  - Gedichtje van Sint Niklaas (2013), geschreven op de tekst van Paul Van Ostaijen in opdracht van Caloroso
  - Marc groet 's morgens de dingen (2013), geschreven op de tekst van Paul Van Ostaijen en opgedragen aan Inge Sykora en de meisjes van Caloroso
  - Zeer kleine speeldoos (2013), geschreven op de tekst van Paul Van Ostaijen voor de meisjes van Caloroso
- Until we meet again (2016), opgedragen aan Charlotte in opdracht van Caloroso op tekst van An Irish Blessing
- Vivat crescat floreat! (2017), Gecomponeerd in opdracht van Inge Sykora & Caloroso - Bevoiced 2017
- Heart's music (2018), tekst van Thomas Campion in opdracht van Inge Sykora & Caloroso

### EMF en Koor&Stem
- M'agapas garufalitza (2004), als onderdeel van Ola alo! Bewerkte volksliederen
- De ossenwagen (2007), als onderdeel van Attakatamoeva Liedjes voor de eerste graad van het basisonderwijs editie 2007-2010
- Het oude kasteel (2007), als onderdeel van Attakatamoeva Liedjes voor de eerste graad van het basisonderwijs editie 2007-2010 op tekst van Bette Westera
- Joyful Song! (2010), Gecomponeerd in opdracht van EMF, Neerpelt - 2010
- Je bent zo mooi anders (2013) als onderdeel van Papapaya Liedbundel voor kinderkoor
- Ahoy! (2017), tekst van Reine De Pelseneer voor kinderkoor en piano
- Scheldgedicht (2018), tekst van Reine De Pelseneer in opdracht van Koor&Stem - Koordagen voor kinderen 2018
- Nieuwe taal (2018), tekst van Reine De Pelseneer in opdracht van Koor&Stem - Koordagen voor kinderen 2018
- (B)lijf! (2018), tekst van Reine De Pelseneer in opdracht van Koor&Stem - Koordagen voor kinderen 2018
- Temporale (2018), Gecomponeerd in opdracht van EMF
- For the fallen (2018), als onderdeel van Verplichte koorwerken Europees Muziekfestival voor de jeugd Neerpelt 2018, op tekst van Laurence Binyon

### Instrumentaal
- Cantus fictus voor orgel (1997) in opdracht van Pro Civitate
- Chant d'Axion voor klavecimbel (2000)
- Samadamas voor orkest, gecomponeerd in opdracht van de Hoge Raad voor Diamant en uitgevoerd onder leiding van Dirk Brossé in de Koningin Elisabethzaal in Antwerpen
- Requiem en de Eerste Symfonie voor groot orgel (2002)
- Berceuse - Bonne Nuit (2017), piano
- Festival Fantasia voor orgel

### Zingt Jubilate(2006)[1]
- P7 Heer, wie mag te gast zijn samen met Wannes Vanderhoeven
- P69 Zoals het hert naar water smacht samen met Lode Dieltiens
- P125 Luister heden naar Gods stem samen met Lode Dieltiens
- P166 Mijn hulp zal komen van God de Heer samen met Marc Van den Broeck
- P230 Het woord is vlees geworden samen met Peter Pieters
- P233 Heer, Gij hebt woorden van eeuwig leven samen met Peter Pieters

### Overig
- O magnum mysterium
- Quem pastores laudavere
- Visionem
- Loli Phabay
- Lauda Sion Salvatorem
- Nunc dimittis
- Exsultet orbis gaudiis
- Magnificat anima mea Dominum
- Sonnet nr. 16, op tekst van Pablo Neruda
- Canticum Scaldis - Torenlied van onze Stadsdichter, op tekst van Peter Holvoet-Hanssen
- In the bleak midwinter, op tekst van Christina Rosetti, opgedragen aan Liesbeth Segers
- Vlieger als onderdeel van Iedereen zingt
- Christus factus est (1998), opgedragen aan Kris op de Beeck
- Ballade voor een dood kindje (2001), op tekst van Blanka Gyselen
- Ave Maria (2003)
- L'amour de moy (2004), middeleeuwse tekst
- Vier weverkends (2004)
- Pie Jesu (2005)
- Gloria! (2005)
- Ik zal 't niet horen (2005), op tekst van Eduard Douwes Dekker
- Narrabo (2006), op tekst van Georg Trakl
- Vier weverkens (2006)
- Livinusmis (2007), gecomponeerd op poëzie van Patrick Lateur
- O sacrum convivium (2009), opgedragen aan de mannenstemmen van het Antwerps Kathedraalkoor
- Ascendit Deus (2010) bevat de volgende werken
  - Litanies (2010)
  - Ascendit Deus (2010)
- Basilica Te Deum (2011), opgedragen aan Kapelmeester Jan Peeters O.L.V.-Baseliek Tongeren
- In pace frivola(2012), bevat volgende werken
  - Benedictus qui, op tekst van Jos Stroobants
  - Cuculla ubi aurum legitur, op tekst van Patrick Lateur
  - Pater Dioratikos, op tekst van Dirk Hanssens
  - Kapiteel van Benedictus en zijn mirakels, Herwig Speliers
  - Sénanque, op tekst van Herwig Speliers
  - Montmirail, op tekst van Herwig Speliers
  - Om vier uur zingt hij psalmen in de nacht, op tekst van Lenze L. Bouwers
  - Cuculla ubi aurum legitur, op tekst van Dirk Hanssens
  - Villes-la-Ville XVI
  - Hortus Conclusus, op tekst van Dirk Hanssens
  - Inzicht, op tekst van Frédéric Bastet
  - Kogel, op tekst van Dirk Hanssens
  - Cuculla ubi aurum legitur
  - Salve Regina
- La noche sin estrellas (2014), tekst van Jan Coeck bevat de volgende werken
  - Rumba
  - Merenque
  - Tango
  - Frevo
- Laudate Dominum (2014), in opdracht van Kathleen Hadermann
- Stabat Mater Dolorosa (2016), Opgedragen aan Patrick Windmolders
- O crux splendidior (2017)
- Kerstliederen (2017) bevat: Er kwamen drie koningen, Midden in de winternacht en Geen wiegje als rustplaats
- Dag na dag 6 liederen voor de liturgie (2017) bevat volgende werken
  - Dag na dag
  - Gij doet wat Gij zegt
  - God ongezien
  - Na een nacht van ongekende dromen
  - Reik Uw hand
  - Wij speuren in het duister
- And the people stayed home! (2020), op tekst van Kitty O'Meara
- Misschien ben jij een rasartiest (2020), op tekst van Marianne Busser
- Hebban olla vogala (2021), op tekst van Hadewijch